# Байдаево
Байда́ево — село в Эльбрусском районе Кабардино-Балкарской Республики. Входит в состав муниципального образования «Сельское поселение Эльбрус».

## Географическое положение
Байдаево расположен в южной части Эльбрусского района, в долине реки Баксан. Находится в 29 км к юго-западу от районного центра Тырныауз, в 4 км от административного центра села Эльбрус и в 15 км к востоку от подножия горы Эльбрус.
Граничит с землями населённых пунктов: Тегенекли на севере и Терскол на юго-западе.
Село находится в высокогорной части республики. Вся территория села располагается в долине Баксанского ущелья и со всех сторон окружен горными пиками и хребтами. Средние высоты на территории села составляют 2 390 метров над уровнем моря. Наивысшей точкой является гора Большой Когутай (3 819 м) расположенная к югу от села.
Гидрографическая сеть представлены рекой Баксан и его мелкими притоками стекающих с окрестных хребтов, через территорию села. К западу от села расположен один из наиболее крупных полян нарзанов в районе.
Климат горный умеренный. Средние температуры колеблются от +12,2°С в июле, до -6,0°С в январе. Среднегодовое количество осадков составляет 915 мм. Снег в долине лежит в период с октября по апрель. Особо опасен дующий весной, с гор в долины, горячий сухой ветер — фён, чья скорость может достигать 25-30 м/с.

## История
Селение основано в 1910 году, в верховьях Баксанского ущелья. 
В 1944 году населённый пункт был упразднён в связи с депортацией балкарцев в Среднюю Азию. Восстановлен семьёй Байдаевых в 1957 году после возвращения балкарцев из депортации. Является родовым для семьи Байдаевых, вследствие чего и село было названо Байдаево.
До 1995 года входило в состав Тырныаузского городского совета. Затем передано в состав вновь образованного Эльбрусского района, как населённый пункт в составе сельского поселения Эльбрус.

## Население
| 2002 | 2010 | 2021 |
| ---- | ---- | ---- |
| 55   | ↗64  | ↘52  |

Национальный состав
По данным Всероссийской переписи населения 2010 года:
| Народ    | Численность, чел. | Доля от всего населения, % |
| -------- | ----------------- | -------------------------- |
| балкарцы | 63                | 98,4 %                     |
| осетины  | 1                 | 1,6 %                      |
| всего    | 64                | 100 %                      |

## Экономика
Вся экономика села связана с туризмом. В селе останавливаются туристы поднимающиеся к горе Эльбрус или в Национальный парк Приэльбрусье.
В селе отсутствуют объекты социальной инфраструктуры.

## Улицы
Через село проходит только одна улица — Нарзанная.